# خطبان
الخُطْبَان أو الخشب الأخضر جنس من الأشجار في فصيلة السذابية. يتألف الجنس من نوعين ، كلاهما مرغوب فيه لخشبهما الاستوائي عالي الجودة حيث يستغلان بشدة. يُستخرج منها بالحز عصارة راتنجية تستخدم في قلافة المراكب والسفن. لها لحاء خارجي خشن وإسفنجي. الأخشاب شديدة الصلابة وتدوم. لها رائحة كريهة.